# Ntcheu
Ntcheu   este un oraș  în  Malawi. Este reședința  districtului  Ntcheu.